# Лебрен, Феликс
Феликс Лебрен (фр. Felix Lebrun; 12 сентября 2006, Монпелье, Франция) — французский игрок в настольный теннис, бронзовый призёр Олимпийских игр 2024 года (Париж), бронзовый призёр Чемпионата Европы по настольному теннису 2022 года в парном разряде, бронзовый призёр Чемпионата Европы по настольному теннису 2023 года в командном разряде, чемпион Европейских игр 2023 в одиночном разряде, бронзовый призёр Европейских игр 2023 в парном разряде, призер чемпионатов мира, чемпион Франции в парном разряде.

## Спортивная карьера
Феликс Лебрен начал заниматься настольным теннисом в раннем возрасте вместе со своим старшим братом Алексисом. Его отец Стефан Лебрен был в свое время седьмым игроком Франции и чемпионом Франции по настольному теннису в парном разряде. Дядя Феликса — Кристоф Легу — бывший член сборной Франции по настольному теннису, серебряный призёр Чемпионата мира по настольному теннису 1997 года в командном разряде, старший брат Алексис — также профессионально занимается настольным теннисом.
Феликс Лебрен впервые обратил на себя внимание в 2017 году, когда стал самым молодым чемпионом Франции в юношеском разряде. Затем, в 2021 году он выиграл юношеский чемпионат Европы сразу во всех трех возможных разрядах.
В 2023 году Феликс в паре с братом стал бронзовым призёром Чемпионата Европы, а в 2023 году выиграл бронзу командного чемпионата Европы, и золото в одиночном разряде на Европейских играх.
В октябре 2023 года Феликс впервые вошел в Топ-10 игроков мира по версии ITTF.

## Игровой стиль
Феликс Лебрен правша, играет хваткой пером в атакующем стиле, использует оборудование фирмы «TIBHAR».